# Батталья-Терме
Батталья-Терме (італ. Battaglia Terme, вен. Bataja Terme) — муніципалітет в Італії, у регіоні Венето, провінція Падуя.
Батталья-Терме розташована на відстані близько 390 км на північ від Рима, 50 км на захід від Венеції, 14 км на південний захід від Падуї.
Населення — 3928 осіб (2014).
Щорічний фестиваль відбувається 25 червня. Покровитель — San Giacomo.

## Демографія
Населення за роками:

Станом на 1 січня 2023 року в муніципалітеті офіційно проживало 505 іноземців з 40 країн, серед них 125 громадян країн Євросоюзу та 15 громадян України.

## Сусідні муніципалітети
- Дуе-Карраре
- Гальциньяно-Терме
- Монселіче
- Монтегротто-Терме
- Пернумія